# Dekanija Tolmin
Dekanija Tolmin je rimskokatoliška dekanija, ki spada pod okrilje škofije Koper. 

## Župnije
- Župnija Most na Soči
- Župnija Podbrdo
- Župnija Šentviška Gora
- Župnija Tolmin
- Župnija Volče